# I'm with You World Tour
I'm with You World Tour è il tour mondiale che i Red Hot Chili Peppers hanno intrapreso tra il 2011 e il 2013 a supporto del loro decimo album in studio I'm with You, uscito in Europa il 26 agosto 2011 e negli Stati Uniti il 30 agosto dello stesso anno. Fu il primo tour con il nuovo chitarrista della band Josh Klinghoffer, che sostituì quello storico, John Frusciante, il quale aveva lasciato il gruppo due anni prima. Tale tour, cominciato l'11 settembre 2011 a Bogotà, Colombia, venne preceduto da concerti promozionali negli USA e in Asia, dove si esibirono per la prima volta ad Hong Kong e al Summersonic Festival in Giappone, ad Osaka e a Chiba. Furono molti i paesi che i Red Hot toccarono per la prima volta nel loro tour; oltre alle già citate Colombia e Cina infatti, la band fece tappe in Perù, Croazia, Grecia, Ucraina, Lituania, Estonia, Turchia, Libano, Israele (già annullato dieci anni prima a causa degli attentati kamikaze che imperversavano nelle zone), Sudafrica (prima volta assoluta in Africa) e Guatemala. Nel corso delle loro tappe nordamericane la band venne anche premiata come "new entry" nella Rock and Roll Hall of Fame; in quell'occasione i Red Hot tornarono a suonare con due ex-batteristi del gruppo: Jack Irons e Cliff Martinez, mentre fu grande assente John Frusciante, al lavoro per il suo decimo album da solista. Il loro concerto a Belfast del novembre 2011 venne ripreso da MTV per la sezione World Stage; una delle canzoni in scaletta, The Adventures of Rain Dance Maggie, venne registrata e proposta live per gli MTV Europe Music Awards (tenutisi proprio a Belfast), dove venne inserita nelle categorie Best Live Act e Best Rock, senza però riuscire a vincere in nessuna delle due. 

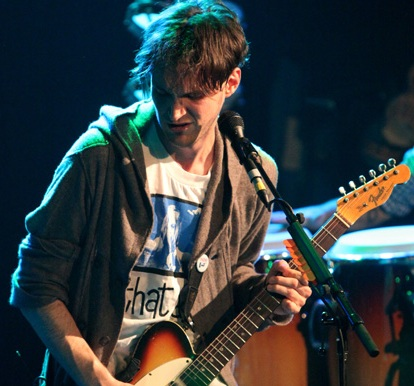
Josh Klinghoffer debutta nel 2011 come membro effettivo dei Red Hot Chili Peppers

 La canzone che ha aperto tutti i loro show è stata Monarchy of Roses, quella di chiusura, come da alcuni anni a questa parte, Give It Away. Il tour, che si è concluso ufficialmente ad Indio il 21 aprile 2013, è risultato di fatto il più longevo nella storia della band. Al termine di esso sono seguiti vari show negli USA (tra cui un tributo al Dalai Lama a giugno) e date in Sud America, in Brasile e Paraguay.

## Canzoni suonate durante il tour
- Da Freaky Styley: American Ghost Dance (fino al primo ritornello), Freaky Styley.
- Da The Uplift Mofo Party Plan: Me & My Friends, Skinny Sweaty Man (suonata solo per metà).
- Da Mother's Milk: Higher Ground, Fire.
- Da Blood Sugar Sex Magik: Apache Rose Peacock (suonata solo per metà), Blood Sugar Sex Magik, Breaking the Girl, Give It Away, I Could Have Lied, If You Have To Ask, The Power of Equality, Sir Psycho Sexy, Suck My Kiss, They're Red Hot, Under the Bridge.
- Da One Hot Minute: Pea
- Da Californication: Around the World, Californication, Emit Remmus, I Like Dirt, Otherside, Parallel Universe, Right on Time, Scar Tissue.
- Da By the Way: By the Way, Can't Stop, Don't Forget Me, Throw Away Your Television, Universally Speaking.
- Da Stadium Arcadium: Charlie, Dani California, Hard to Concentrate, Hey, She's Only 18, Snow (Hey Oh), Strip My Mind, Tell Me Baby, Wet Sand.

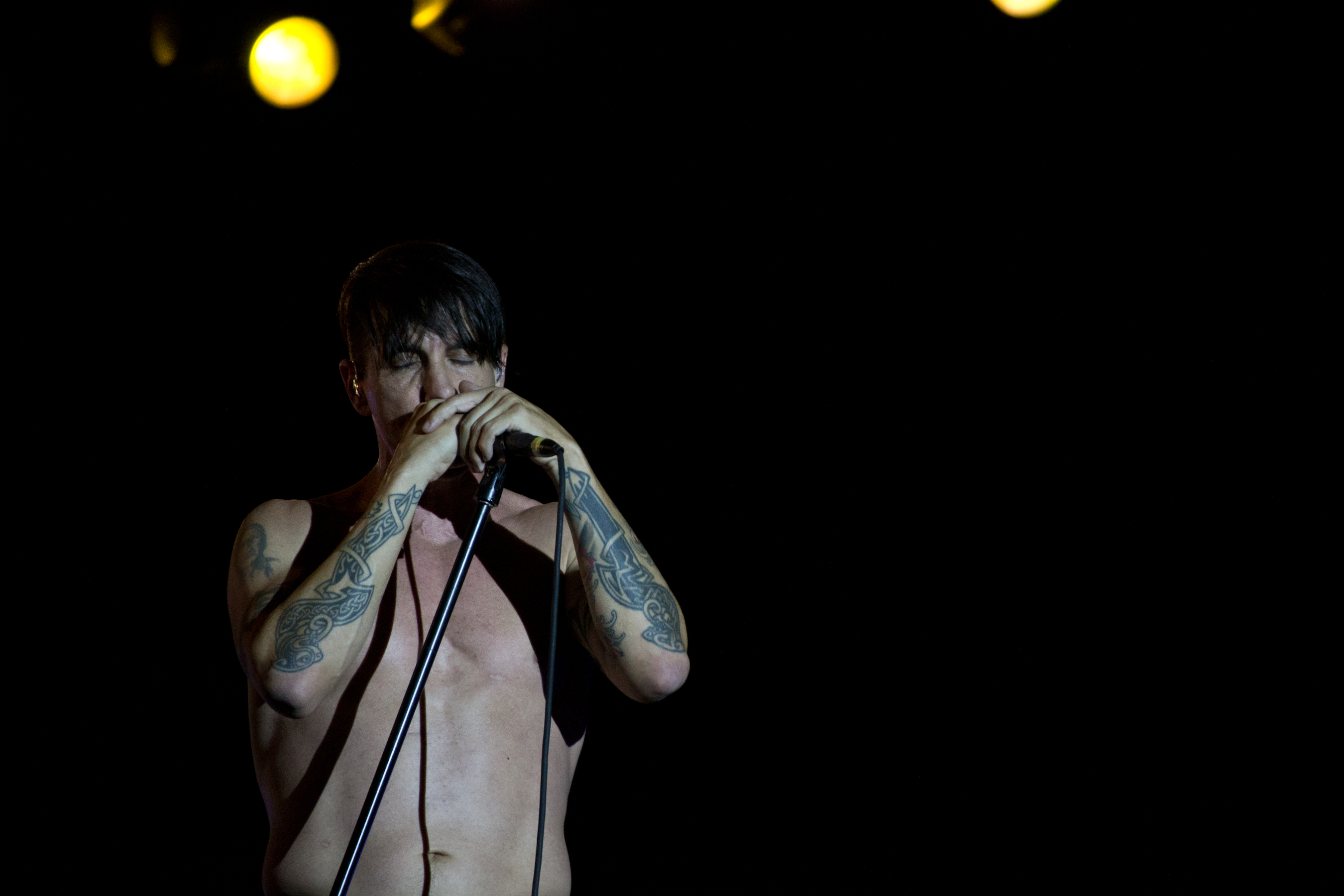
Anthony Kiedis al Rock in Rio di Madrid nel 2012

- Da I'm with You: The Adventures of Rain Dance Maggie, Annie Wants a Baby, Brendan's Death Song, Dance, Dance, Dance, Did I Let You Know, Ethiopia, Factory of Faith, Goodbye Hooray, Happiness Loves Company, Look Around, Meet Me At The Corner, Monarchy of Roses, Police Station.
- Altre: Soul to Squeeze, Gong Li (b-side, solo il tease), Long Progression (b-side, solo il tease), Strange Man (b-side, solo il tease), Quixoticelixer (b-side, solo il tease).

Durante i concerti i Red Hot hanno anche fatto varie cover improvvisate o programmate, sia da parte del gruppo (vedi You' re Gonna Get Yours dei Public Enemy) che del solo Josh Klinghoffer. I Peppers hanno anche eseguito tease di canzoni come Organic Anti-Beat Box Band, Police Helicopter, Magic Johnson, Road Trippin', Stadium Arcadium, eccetera.

## Date del tour
| America Latina          |                     |                  |                                               |
| 11 settembre 2011       | Bogotà              | Colombia         | Park Simòn Bolìvar                            |
| 12 settembre 2011       | San José            | Costa Rica       | Estadio Nacional                              |
| 14 settembre 2011       | Lima                | Perù             | Estadio Nacional                              |
| 16 settembre 2011       | Santiago del Cile   | Cile             | Estadio Monumental David Arellano             |
| 18 settembre 2011       | Buenos Aires        | Argentina        | Estadio Monumental Antonio Vespucio Liberti   |
| 21 settembre 2011       | San Paolo           | Brasile          | Arena Anhembi                                 |
| 24 settembre 2011       | Rio de Janeiro      | Brasile          | Rock in Rio                                   |
| Europa                  |                     |                  |                                               |
| 7 ottobre 2011          | Colonia             | Germania         | Lanxsess Arena                                |
| 9 ottobre 2011          | Amburgo             | Germania         | O2 World Hamburg                              |
| 11 e 12 ottobre 2011    | Stoccolma           | Svezia           | Ericsson Globe                                |
| 14 ottobre 2011         | Herning             | Danimarca        | Jyske Bank Boxen                              |
| 16 ottobre 2011         | Rotterdam           | Paesi Bassi      | Ahoy Rotterdam                                |
| 18 e 19 ottobre 2011    | Parigi              | Francia          | Palais omnisports de Paris-Bercy              |
| 21 ottobre 2011         | Francoforte         | Germania         | Festhalle Frankfurt                           |
| 4 novembre 2011         | Dublino             | Irlanda          | The O2                                        |
| 6 novembre 2011         | Belfast             | Irlanda del Nord | Ulster Hall                                   |
| 7, 9 e 10 novembre 2011 | Londra              | Inghilterra      | The O2 Arena                                  |
| 12 novembre 2011        | Glasgow             | Scozia           | Scottish Exhibition and Conference Centre     |
| 14 e 15 novembre 2011   | Manchester          | Inghilterra      | MEN Arena                                     |
| 17 novembre 2011        | Sheffield           | Inghilterra      | Motorpoint Arena Sheffield                    |
| 19 e 20 novembre 2011   | Birmingham          | Inghilterra      | LG Arena                                      |
| 4 dicembre 2011         | Berlino             | Germania         | O2 World                                      |
| 5 dicembre 2011         | Monaco di Baviera   | Germania         | Olympiahalle                                  |
| 7 dicembre 2011         | Vienna              | Austria          | Wiener Stadthalle                             |
| 10 dicembre 2011        | Torino              | Italia           | PalaOlimpico                                  |
| 11 dicembre 2011        | Milano              | Italia           | Mediolanum Forum                              |
| 13 dicembre 2011        | Zurigo              | Svizzera         | Hallenstadion                                 |
| 15 dicembre 2011        | Barcellona          | Spagna           | Palau Sant Jordi                              |
| 17 dicembre 2011        | Madrid              | Spagna           | Palacio de Deportes de la Comunidad de Madrid |
| 19 dicembre 2011        | Parigi              | Francia          | La Cigale                                     |
| Nord America            |                     |                  |                                               |
| 29 marzo 2012           | Tampa               | Stati Uniti      | Tampa Bay Times Forum                         |
| 31 marzo 2012           | Orlando             | Stati Uniti      | Amway Center                                  |
| 2 aprile 2012           | Sunrise             | Stati Uniti      | BankAtlantic Center                           |
| 4 aprile 2012           | Raleigh             | Stati Uniti      | PNC Arena                                     |
| 6 aprile 2012           | Charlotte           | Stati Uniti      | Time Warner Cable Arena                       |
| 7 aprile 2012           | Columbia            | Stati Uniti      | Colonial Life Arena                           |
| 9 aprile 2012           | Greensboro          | Stati Uniti      | Greensboro Coliseum                           |
| 10 aprile 2012          | Duluth              | Stati Uniti      | Arena at Gwinnett Center                      |
| 12 aprile 2012          | Memphis             | Stati Uniti      | FedExForum                                    |
| 27 e 28 aprile 2012     | Toronto             | Canada           | Air Canada Centre                             |
| 30 aprile 2012          | Ottawa              | Canada           | Scotiabank Place                              |
| 2 maggio 2012           | Montréal            | Canada           | Bell Centre                                   |
| 4 e 5 maggio 2012       | Newark              | Stati Uniti      | Prudential Center                             |
| 7 maggio 2012           | Boston              | Stati Uniti      | TD Garden                                     |
| 10 maggio 2012          | Washington          | Stati Uniti      | Verizon Center                                |
| 11 maggio 2012          | Filadelfia          | Stati Uniti      | Wells Fargo Center                            |
| 19 maggio 2012          | Gulf Shores         | Stati Uniti      | Hangout MusicFest @ Gulf Shore East Beach     |
| 25 maggio 2012          | St. Louis           | Stati Uniti      | Scottrade Center                              |
| 26 maggio 2012          | Grand Rapids        | Stati Uniti      | Van Andel Arena                               |
| 28 maggio 2012          | Rosemont            | Stati Uniti      | Allstate Arena                                |
| 30 maggio 2012          | Pittsburgh          | Stati Uniti      | Consol Energy Center                          |
| 1º giugno 2012          | Detroit             | Stati Uniti      | Joe Louis Arena                               |
| 2 giugno 2012           | Cleveland           | Stati Uniti      | Quicken Loans Arena                           |
| 4 giugno 2012           | Columbus            | Stati Uniti      | Value City Arena                              |
| 6 giugno 2012           | Cincinnati          | Stati Uniti      | U.S. Bank Arena                               |
| 7 giugno 2012           | Louisville          | Stati Uniti      | KFC Yum! Center                               |
| 9 giugno 2012           | Manchester          | Stati Uniti      | Bonnaroo Music Festival @ Great Stage Park    |
| Europa                  |                     |                  |                                               |
| 23 giugno 2012          | Knebworth           | Inghilterra      | Knebworth House                               |
| 24 giugno 2012          | Sunderland          | Inghilterra      | Stadium of Light                              |
| 26 giugno 2012          | Dublino             | Irlanda          | Croke Park                                    |
| 28 giugno 2012          | Nimega              | Paesi Bassi      | Goffertpark                                   |
| 30 giugno 2012          | Saint-Denis         | Francia          | Stade de France                               |
| 1º luglio 2012          | Werchter            | Belgio           | Rock Werchter                                 |
| 3 luglio 2012           | Berna               | Svizzera         | Stade de Suisse                               |
| 5 luglio 2012           | Rho                 | Italia           | Arena Fieramilano                             |
| 7 luglio 2012           | Arganda del Rey     | Spagna           | Rock in Rio                                   |
| 20 luglio 2012          | San Pietroburgo     | Russia           | Stadio Petrovskij                             |
| 22 luglio 2012          | Mosca               | Russia           | Luzhniki Stadium                              |
| 25 luglio 2012          | Kiev                | Ucraina          | Stadio Olimpico di Kiev                       |
| 27 luglio 2012          | Varsavia            | Polonia          | Bemowo Airport                                |
| 28 luglio 2012          | Kaunas              | Lituania         | Žalgirio Arena                                |
| 30 luglio 2012          | Tallinn             | Estonia          | Tallin Song Festival Grounds                  |
| 1º agosto 2012          | Tampere             | Finlandia        | Ratina Stadion                                |
| Nord America            |                     |                  |                                               |
| 4 agosto 2012           | Chicago             | Stati Uniti      | Lollapalooza 2012 @ Grant Park                |
| 11 e 12 agosto 2012     | Los Angeles         | Stati Uniti      | Staples Center                                |
| 14 e 15 agosto 2012     | Oakland             | Stati Uniti      | Oracle Arena                                  |
| Europa                  |                     |                  |                                               |
| 25 agosto 2012          | Gelsenkirchen       | Germania         | Veltins-Arena                                 |
| 27 agosto 2012          | Praga               | Repubblica Ceca  | Synot Tip Arena                               |
| 29 agosto 2012          | Zagabria            | Croazia          | PJ Hipodrom Zagreb                            |
| 31 agosto 2012          | Bucarest            | Romania          | Stadionul Naţional                            |
| 1º settembre 2012       | Sofia               | Bulgaria         | Armeets Arena                                 |
| 4 settembre 2012        | Atene               | Grecia           | Stadio Olimpico di Atene                      |
| Medio Oriente           |                     |                  |                                               |
| 6 settembre 2012        | Beirut              | Libano           | Beirut Waterfront                             |
| 8 settembre 2012        | Istanbul            | Turchia          | SantralIstanbul Amphitheatre                  |
| 10 settembre 2012       | Tel Aviv            | Israele          | Hayarkon Park                                 |
| Nord America            |                     |                  |                                               |
| 23 settembre 2012       | San Diego           | Stati Uniti      | Valley View Casino Center                     |
| 25 settembre 2012       | Glendale            | Stati Uniti      | Jobing.com Arena                              |
| 27 settembre 2012       | Denver              | Stati Uniti      | Pepsi Center                                  |
| 29 settembre 2012       | San Antonio         | Stati Uniti      | AT&T Center                                   |
| 2 ottobre 2012          | Dallas              | Stati Uniti      | American Airlines Center                      |
| 4 ottobre 2012          | New Orleans         | Stati Uniti      | New Orleans Arena                             |
| 14 ottobre 2012         | Austin              | Stati Uniti      | Zilker Metropolitan Park                      |
| 20 ottobre 2012         | Houston             | Stati Uniti      | Toyota Center                                 |
| 22 ottobre 2012         | Oklahoma City       | Stati Uniti      | Chesapeake Energy Arena                       |
| 23 ottobre 2012         | Tulsa               | Stati Uniti      | BOK Center                                    |
| 25 ottobre 2012         | North Little Rock   | Stati Uniti      | Verizon Arena                                 |
| 27 ottobre 2012         | Kansas City         | Stati Uniti      | Sprint Center                                 |
| 28 ottobre 2012         | Omaha               | Stati Uniti      | CenturyLink Center Arena                      |
| 30 ottobre 2012         | Minneapolis         | Stati Uniti      | Target Center                                 |
| 1º novembre 2012        | Milwaukee           | Stati Uniti      | BMO Harris Bradley Center                     |
| 14 novembre 2012        | Portland            | Stati Uniti      | Rose Garden                                   |
| 15 novembre 2012        | Seattle             | Stati Uniti      | KeyArena                                      |
| 17 novembre 2012        | Vancouver           | Canada           | Rogers Arena                                  |
| 19 novembre 2012        | Calgary             | Canada           | Scotiabank Saddledome                         |
| 21 e 22 novembre 2012   | Edmonton            | Canada           | Rexall Place                                  |
| 24 novembre 2012        | Saskatoon           | Canada           | Credit Union Centre                           |
| 26 novembre 2012        | Winnipeg            | Canada           | MTS Centre                                    |
| 18 dicembre 2012        | Summerlin South     | Stati Uniti      | Red Rock Casino                               |
| 31 dicembre 2012        | Paradise            | Stati Uniti      | Chelsea Ballroom                              |
| Oceania                 |                     |                  |                                               |
| 14 e 15 gennaio 2013    | Auckland            | Nuova Zelanda    | Vector Arena                                  |
| 18 gennaio 2013         | Sydney              | Australia        | Big Day Out                                   |
| 20 gennaio 2013         | Gold Coast          | Australia        | Parklands Gold Coast                          |
| 25 gennaio 2013         | Adelaide            | Australia        | Adelaide Showgrounds                          |
| 26 gennaio 2013         | Melbourne           | Australia        | Flemington Racecourse                         |
| 28 gennaio 2013         | Perth               | Australia        | Claremont Showgrounds                         |
| Africa                  |                     |                  |                                               |
| 2 febbraio 2013         | Johannesburg        | Sudafrica        | FNB Stadium                                   |
| 5 febbraio 2013         | Città del Capo      | Sudafrica        | Green Point Stadium                           |
| Nord America            |                     |                  |                                               |
| 3 marzo 2013            | Guadalajara         | Messico          | Arena VFG                                     |
| 5 e 6 marzo 2013        | Città del Messico   | Messico          | Palacio de los Deportes                       |
| 9 marzo 2013            | Città del Guatemala | Guatemala        | Estadio Mateo Flores                          |
| 14 e 21 aprile 2013     | Indio               | Stati Uniti      | Coachella Valley Music and Arts Festival      |

## Curiosità

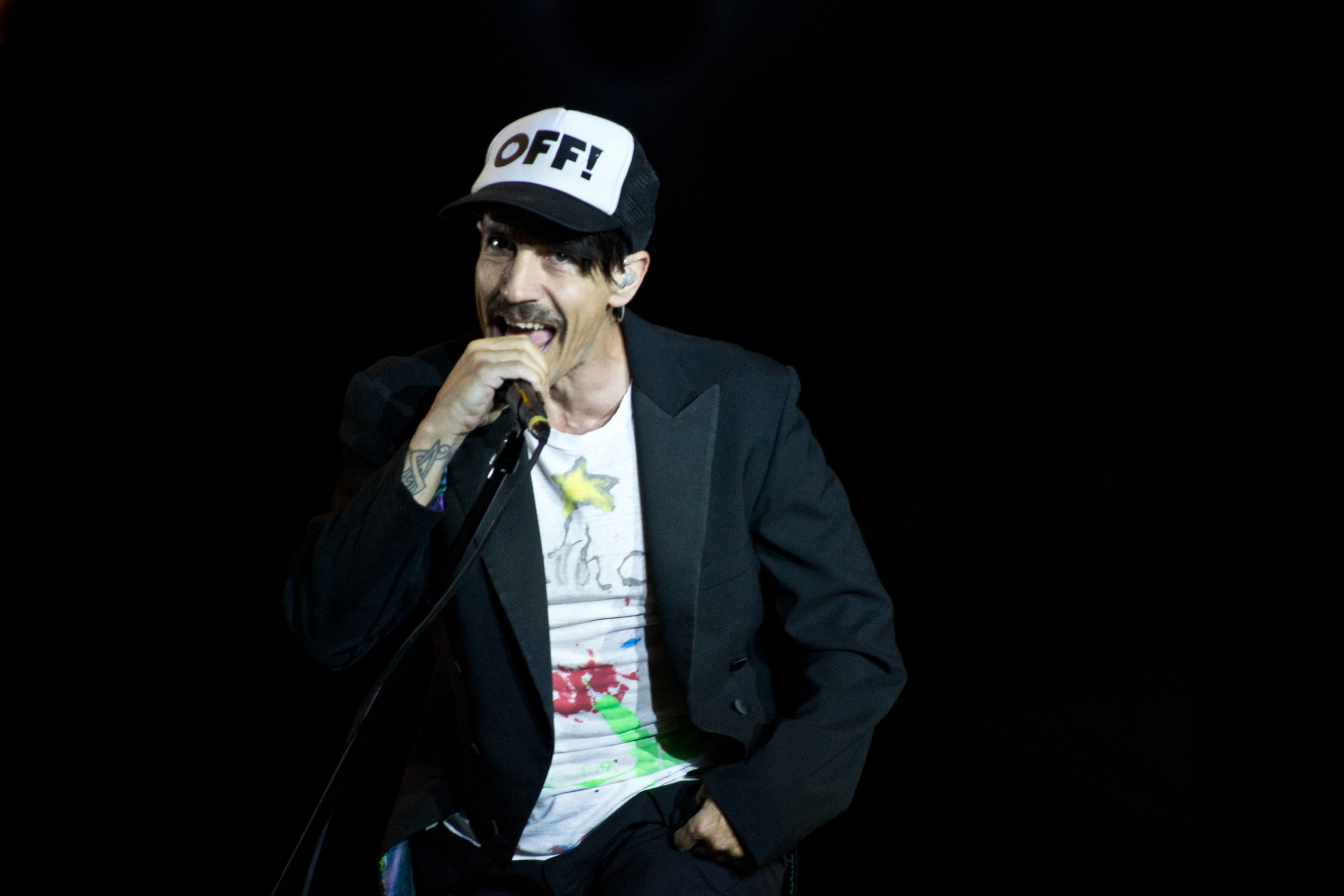
Anthony Kiedis col caratteristico cappellino degli Off! usato per la tournée

- I Red Hot Chili Peppers, in concomitanza con l'uscita mondiale di I'm with You, hanno tenuto un concerto all' "E-Werk" di Colonia che è stato trasmesso in diretta e contemporanea nei cinema di tutto il mondo per presentare l'uscita del nuovo album.
- Le date nordamericane del tour, previste inizialmente per gennaio 2012, sono state posticipate a fine marzo a causa di un intervento chirurgico al piede a cui si è sottoposto Anthony Kiedis, che, per diverse settimane, ha camminato con l'ausilio delle stampelle.
- Durante le prove per le tappe del tour nordamericano, Josh Klinghoffer ha riportato un infortunio al piede, motivo per cui ha dovuto suonare dal vivo seduto in una sedia. Tutto questo a partire dal 14 agosto 2012 durante i loro concerti in California.
- Nel tour di I'm with You la band ha avuto il supporto del percussionista brasiliano Mauro Refosco e del tastierista Chris Warren, già tecnico della batteria di Chad Smith da diversi anni. Per suonare Did I Let You Know invece, i Red Hot hanno avuto l'ausilio di vari sassofonisti locali dei rispettivi paesi.
- Nell'esibizione dei Peppers al Rock in Rio di Madrid (7 luglio 2012), Chad Smith ha indossato la divisa ufficiale della Nazionale di calcio spagnola come tributo alla vittoria del Campionato europeo di calcio 2012, avvenuta appena una settimana prima.
- Per la prima volta nella sua storia, la band ha messo a disposizione dei propri fans un sito dove è possibile scaricare a pagamento tutte le tracce audio dei loro concerti in formato MP3, in modo da raggrupparle su ITunes e formare così uno show completo.
- Durante le tappe a Torino e Milano, Klinghoffer ha omaggiato i suoi fans italiani cantando in lingua originale la cover di Io Sono Quel Che Sono di Mina.
- Durante la tappa croata a Zagabria, la band ha suonato il brano Californication insieme ai 2Cellos, giovane duo di violoncellisti.
- Durante i concerti del tour Anthony Kiedis era solito portare un cappello col nome del band statunitense Off!, nel tentativo di dare supporto al cantante Keith Morris, suo amico di lunga data.
- La canzone Snow (Hey Oh) è stata suonata solo a partire dal 28 giugno 2012 a Nimega, Paesi Bassi, poiché in precedenza Klinghoffer non era ancora in grado di far coincidere parte vocale e strumentale del brano.
- La rivista musicale americana Billboard ha piazzato il tour al quindicesimo posto su venticinque in una classifica riguardante i biglietti venduti da artisti o gruppi musicali nel 2012; i Red Hot Chili Peppers ne contano 33.911.873.

## Formazione
- Anthony Kiedis - voce
- Josh Klinghoffer - chitarra e voce
- Flea - basso, tromba, pianoforte, cori
- Chad Smith - batteria

### Musicisti aggiunti
- Mauro Refosco – percussioni
- Chris Warren – mellotron e sintetizzatori